# Victor Mottez

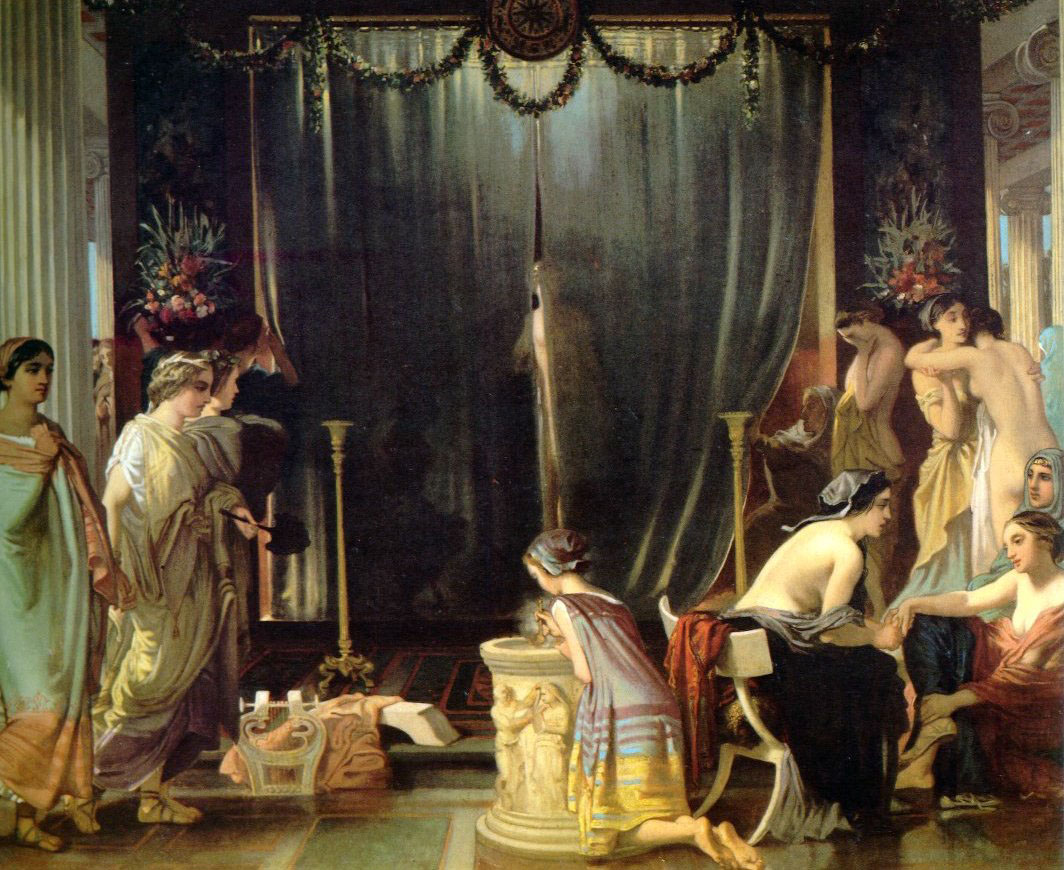
Zeuxis choisissant ses modèles (1858)

Victor-Louis Mottez (ur. 13 lutego 1809 w Lille, zm. 7 czerwca 1897 w Bièvres) – francuski malarz akademicki.
Studiował w rysunek w Lille i malarstwo w École des Beaux-Arts w Paryżu. Był uczniem Edouarda Picota i Dominique Ingresa. Uznanie zdobył jako portrecista, malował również sceny rodzajowe inspirowane antykiem, projektował witraże i wykonywał freski o tematyce religijnej.

## Galeria

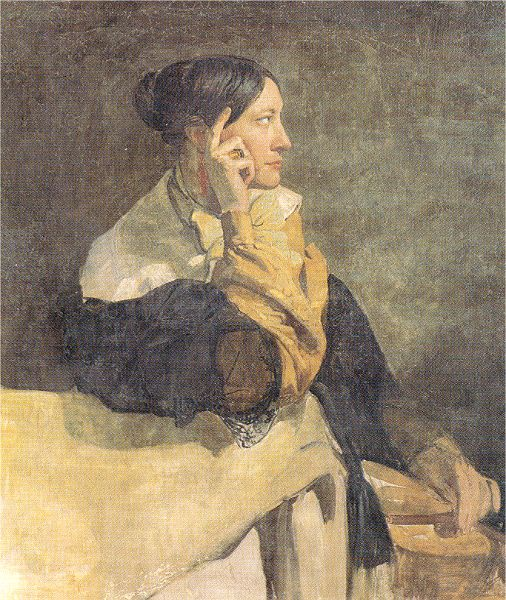
Portret pani Mottez (1837)
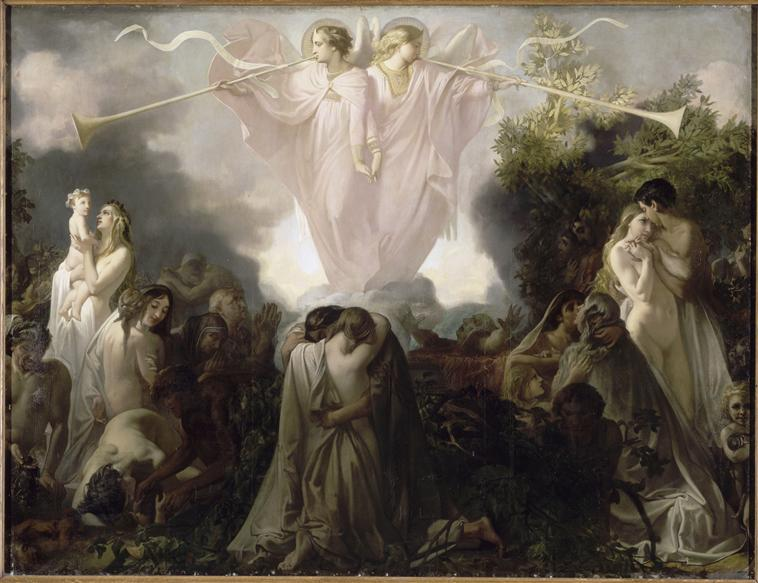
Zmartwychwstanie (1870)

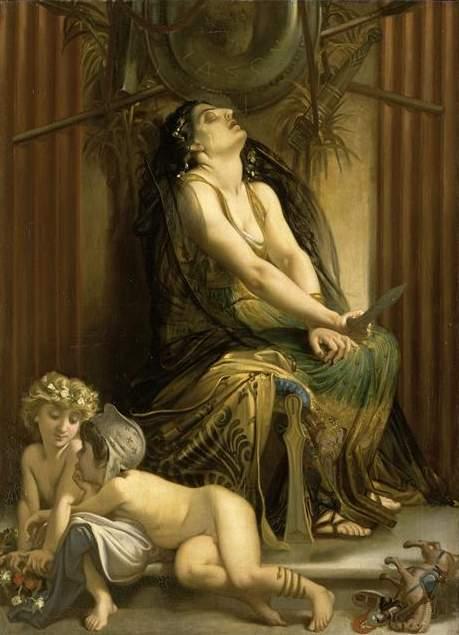
Médée
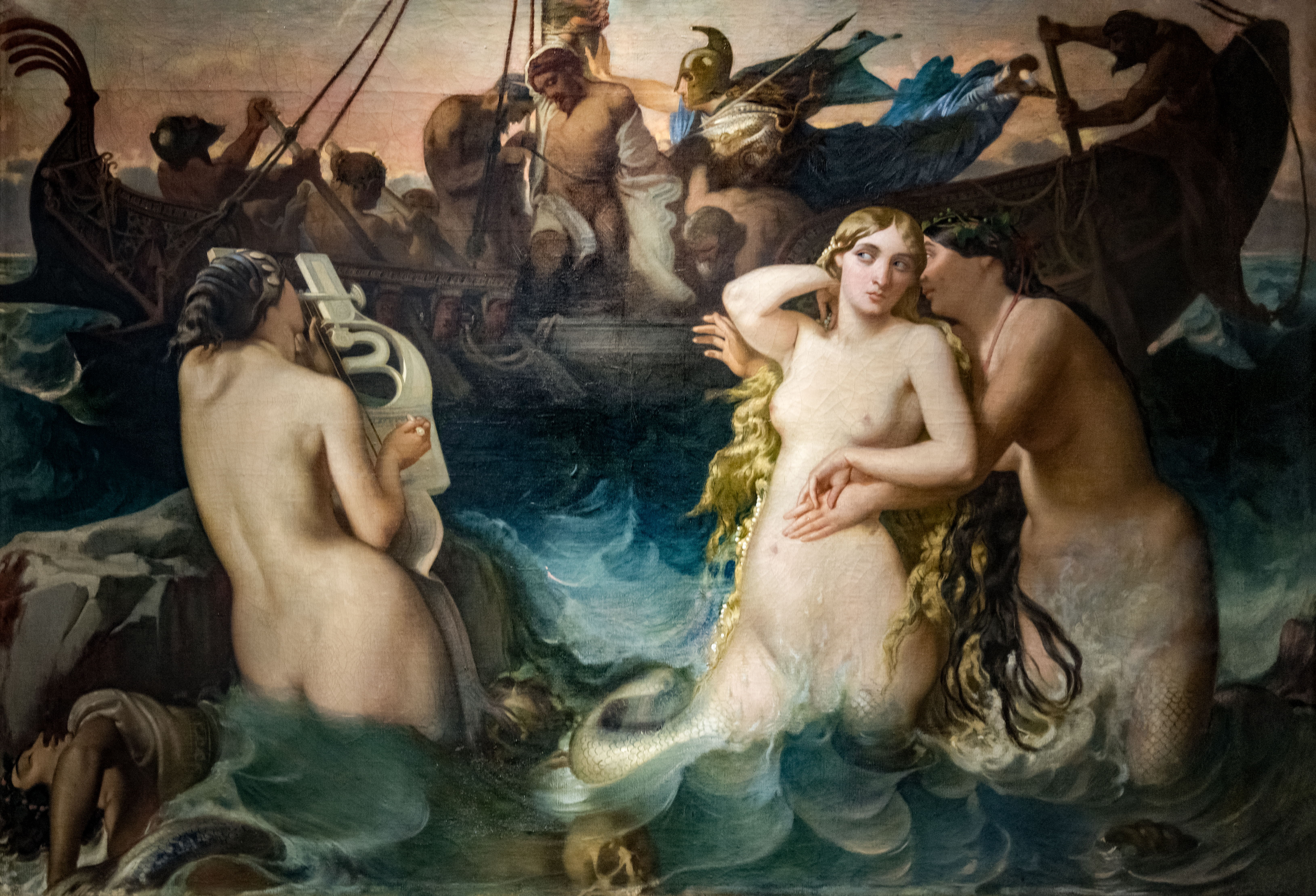
Ulisses i syreny

## Literatura dodatkowa
- René Giard, Victor Mottez, Lille, 1934